# Pernambuco (állam)
Pernambuco állam Brazíliában, az ország északkeleti régiójában. Paraíba (északon), Ceará (ÉNy), Alagoas (DK), Bahia (dél) és Piauí (Ny) államokkal, továbbá keleten az Atlanti-óceánnal határos.
1817-ben a tartomány fellázadt a portugálok ellen és kikiáltották a Pernambucói Köztársaságot. A portugálok leverték a felkelést. Néhány év múlva a terület a független Brazília része lett, de még később is történtek függetlenségi megmozdulások a brazil kormány ellen.

## Földrajzi adatok
- Területe 98 311 km², mellyel Magyarországnál egy kicsit nagyobb méretű
- Lakossága 8,9 millió fő volt 2012-ben
- Népsűrűsége 91 fő/km²
- Székhelye: Recife

## Fordítás
- Ez a szócikk részben vagy egészben  a   Pernambuco című angol Wikipédia-szócikk fordításán alapul.  Az eredeti cikk szerkesztőit annak laptörténete sorolja fel. Ez a jelzés csupán a megfogalmazás eredetét és a szerzői jogokat jelzi, nem szolgál a cikkben szereplő információk forrásmegjelöléseként.